# وینسنت میلوت
 وینسنت میلوت (انگلیسی: Vincent Millot؛ زادهٔ ۳۰ ژانویهٔ ۱۹۸۶) یک تنیس‌باز اهل فرانسه است.